# 로널드 브라우티감

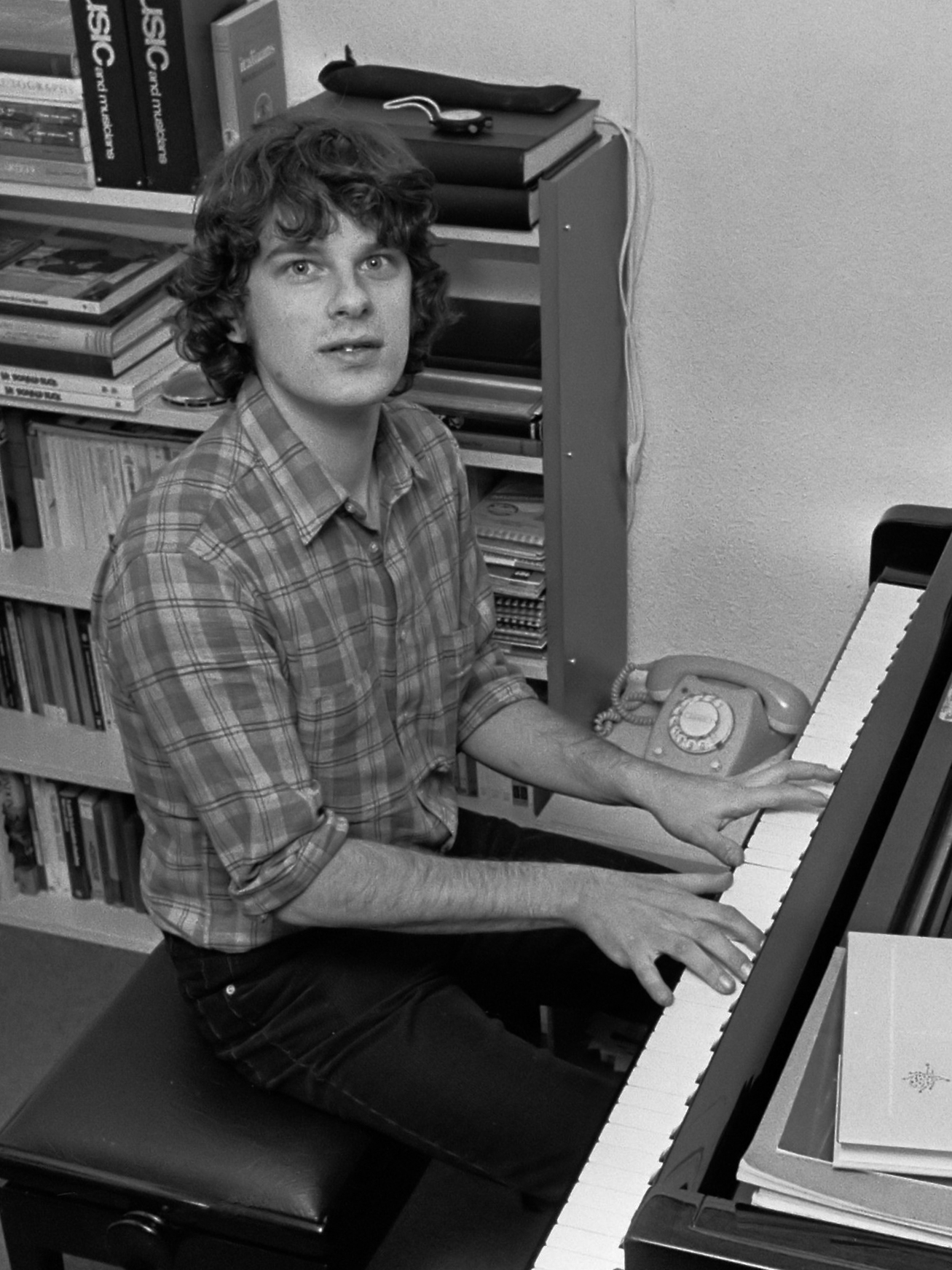

로날트 브라우티함(1954 년 출생)은 네덜란드 콘서트 피아니스트로, 포르테 피아노에서 베토벤의 피아노 작품을 연주 한 것으로 가장 잘 알려져 있다.
네덜란드 음악가들로부터 피아니스트로서의 기예를 인정받았으며 1984년에는 네덜란드 음악상(Nederlandse Muziekprijs)을 받았다. 2015년 베토벤 녹음은 에디슨 상과 매년 독일 기록 비평가 상을 수상했다. 브라우티함은 아내 메리와 함께 암스테르담에 산다. 2011년 9월부터 바젤 음악 아카데미 음악 대학 교수로 재직 중이다.